# Pterocaesio digramma
Pterocaesio digramma is een straalvinnige vis uit de familie van Caesionidae, orde baarsachtigen (Perciformes), die voorkomt in het oosten en westen van de Indische Oceaan en het noordwesten en zuidwesten van de Grote Oceaan.

## Beschrijving
Pterocaesio digramma kan een lengte bereiken van 30 centimeter.
De vis heeft één rugvin en één aarsvin. Er zijn tien stekels en 14 tot 16 vinstralen in de rugvin en drie stekels en 11 tot 12 vinstralen in de aarsvin.

## Leefwijze
Pterocaesio digramma is een zoutwatervis die voorkomt in tropische wateren rond koraalriffen.
Het dieet van de vis bestaat hoofdzakelijk uit zoöplankton.

## Relatie tot de mens
Pterocaesio digramma is voor de visserij van aanzienlijk commercieel belang. De soort staat niet op de Rode Lijst van de IUCN.